# Комлево (городской округ Клин)
Комлево — деревня в Клинском районе Московской области, в составе Воздвиженского сельского поселению. Население — 1 чел. (2010). До 2006 года Комлево входило в состав Воздвиженского сельского округа.
Деревня расположена в северо-западной части района, примерно в 22 км к западу от райцентра Клин, у истоков безымянного левого притока реки Раменка, высота центра над уровнем моря — 158 м. Ближайшие населённые пункты — Александрово на северо-западе и Выголь на юго-востоке.

## Население
| 2002 | 2006 | 2010 |
| ---- | ---- | ---- |
| 5    | ↘1   | →1   |